# ورملزکیرشن
شهر ورملزکیرشن (به آلمانی: Wermelskirchen) در ایالت نوردراین-وستفالن در کشور آلمان واقع شده‌است.